# Ambassa
Ambassa je monotipski biljni rod iz porodice glavočika smješten u podtribus Erlangeinae, dio tribusa Vernonieae. Jedina vrsta je A. hochstetteri iz tropske Afrike.
Nekada je uključivana u rod Vernonia.

## Sinonimi
- Cacalia hochstetterii (Sch.Bip. ex Hochst.) Kuntze
- Cacalia jugalis (Oliv. & Hiern) Kuntze
- Vernonia hochstetteri Sch.Bip. ex Hochst.; bazionim
- Vernonia jugalis Oliv. & Hiern
- Vernonia koestlinii Hochst.